# Alpestes
Alpestes (románul: Peștișu Mare vagy Peștișul Mare) falu Romániában, Erdélyben, Hunyad megyében

## Fekvése
Nagyobb részt a Cserna bal, kisebb részt jobb partján fekszik, Dévától 6 km-re délkeletre, Vajdahunyadtól 3 km-re északra. A várostól a Vajdahunyadi Ipari Park választja el.

## Nevének eredete
Nevének alapja a 'kemence' jelentésű pest szó. 1302-ben Pestus, 1325-ben Inferior Pestus, 1330-ban Pestus marios és Pesthes, 1381-ben Olpestus, 1389-ben Alsopestes, 1407-ben Alpestes, 1750-ben Pestisu Mare, 1850-ben Pestisu din zsosz alakban tüntették föl.

## Története
Kisnemesi falu volt Hunyad vármegyében. Magyar lakosságának egy része Hunyadi János által betelepített székely ácsok leszármazottainak tudja magát, állítólag róluk kapta a Cserna jobb parti falurész is Ácsi nevét.
1765 és 1851 között az orláti román határőrezredhez tartozott, de 1850-ben csak a magyar reformátusok teljesítettek határőri szolgálatot. 1766-ban református egyháza Csernakeresztúr, Felpestes, Nagybarcsa és Tamástelke filiákkal együtt 140 férfit és 176 asszonyt számlált. A 18–19. század fordulóján református esperesség székhelye is volt. 1786-ban 407 lakosának 42%-a volt zsellér, 26%-a jobbágy és 25%-a nemesi jogállású. 1844-ben azt jegyezték föl a református iskola vizitációja után, hogy „az oláh nyelv (...) elnyomta a magyar nyelvet, főként amióta 1764-ben a szélbéli katonaság felállítatott (...) és a katonai oskolába a gyermekek nem magyarul, hanem németül és oláhul taníttatnak”.
Az 1880-as években beolvadt a kicsiny, 1850-ben mindössze 41 román nemzetiségű lakost számláló Tamástelke.
A nehézipar fejlődésével Vajdahunyad elővárosává vált, lakóinak többsége a város kohóiban dolgozott. Lakossága 1966-ra 2387 főre, az ötven évvel korábbi négyszeresére, a mainak közel kétszeresére duzzadt (közülük 438 volt magyar nemzetiségű). Külön magyar iskola 1959-ig, magyar tagozat 1971-ig működött benne.
A Barcsay családnak udvarháza volt a faluban, a mai 66-os út mellett, amelyet 1989-ben bontottak le.

## Népessége
- 1850-ben 802 lakosából 384 volt román, 360 magyar és 57 cigány nemzetiségű; 436 ortodox és 363 református vallású.
- 1910-ben 747 lakosa közül 378 volt román és 349 magyar anyanyelvű; 392 ortodox, 327 református és 21 római katolikus vallású.
- 2002-ben 1276 lakosából 1054 volt román és 214 magyar nemzetiségű; 934 ortodox, 193 református, 73 pünkösdista, 39 baptista és 35 római katolikus vallású.

## Látnivalók
- Református templomának elődje az 1241–42-es tatárjárás előtt már létezett. A 18. században átépítették. Érdekessége, hogy 1662-ben készült ezüst úrasztali tányérán a cirill betűs „Mitropolit Serafim” ('Szerafim metropolita') körirat olvasható.[4] Korábban mellette húzódott a Vajdahunyadra vezető országút.
- Az ortodox templom 1810-ben épült.

## Híres emberek
- Itt született 1845. április 9-én Szathmáry György politikus.